# Жажда мести
Жажда мести (хинди खून भरी माँग, Khoon Bhari Maang, досл.: «Пробор, окрашенный кровью») — индийская мелодрама 1988 года о богатой вдове, которая едва не погибла от рук своего нового мужа, после чего решила ему отомстить. Фильм является адаптацией австралийского мини-сериала «Возвращение в Эдем» (1983), снятого по роману Розалинды Майлз. В 1990 году вышел ремейк фильма на тамильском языке под названием Thendral Sudum, а в 2014 — на маратхи под названием Bharla Malwat Rakhtaana. В 1987 году также был снят фильм на телугу Gowthami с похожим сюжетом.

## Сюжет
Вдова Арти (Рекха) — дочь миллионера (Саид Джаффри). Это обстоятельство и становится причиной её несчастий, так как богатство женщины, лишившейся мужа (Ракеш Рошан) — вожделенная добыча в глазах коварных корыстолюбцев.
Арти доверчива и непрактична. Воспитание двоих детей (дочь — Кавита и сын — Бобби) почти целиком поглощает её существование. С расходными книгами успешно справляется её служанка Лила (Сулабха Дешпанде), которую Арти любит и почитает как мать. Основным же капиталом занимается отец. Точнее, с его ведома, близкий друг семьи и управляющий Хиралал (Кадер Хан). Пользуясь абсолютным доверием хозяина, неспособного контролировать финансовые операции из-за тяжелой болезни сердца, этот бесчестный картёжник и распутник беззастенчиво обманывает покровителя, присваивая колоссальные суммы. Когда злоупотребления вскрылись и разгневанный босс решил изгнать из дома растратчика, тот не остановился перед убийством, выдав его за смерть от сердечного приступа.
Хиралал не отступал от горюющей сироты Арти с уговорами вступить в новый брак, что якобы завещал на смертном одре внезапно скончавшийся отец. А в качестве жениха предложил собственного племянника, кутилу Санджая (Кабир Беди). За обольщение Арти молодой альфонс взялся профессионально. Ловкостью на теннисном корте, веселыми играми и потаканием в шалостях он молниеносно покорил сердца детей, дядиными устами довел до сведения будущей невесты блестящую репутацию, вкрадчивыми рассказами подруги Нандини (Сону Валиа) возбудил женское любопытство Арти. Вдова попалась в искусно расставленные сети. Не почувствовала даже, что блистательного Санджая и хищную Нандини связывают давние, нежные и далеко не дружеские узы.
После заключения брачного контракта молодые отправились на отдаленную ферму, где их ожидали развлечения медового месяца. Во время увеселительной охоты хладнокровный мерзавец привел в исполнение свой жуткий план, столкнув расслабленную от счастья новобрачную прямо в пасть крокодилу.
Однако истерзанная Арти все же осталась жива. Случайный незнакомец (Джайрадж) выходил и вылечил её, но врачевала её также и захватившая все существо жажда мести. Набравшись сил, Арти отправилась на исполнение своего отчаянного замысла. Продав свои украшения, она сделала пластическую операцию и из скромной невзрачной женщины превратилась в дерзкую ослепительную красавицу. Сменив имя на Джоти она устроилась в модельное агентство, где работала Нандини. Вскоре она вытеснила бывшую подругу с работы и заняла её место ведущей фотомодели. Чуть позже она заняла её место и в сердце восхищенного Санджая, не подозревающего, что он добивается благосклонности собственной супруги. Нандини, лишённая работы и отверженная Санджаем, начинает злоупотреблять алкоголем.
В Джоти также влюбляется фотограф Джей Ди (Шатругхан Синха). Он чувствует, что она скрывает от всех какую-то тайну и просит её рассказать ему обо всём, но Джоти непреклонна. Однако, придя однажды к ней домой, он замечает на тумбочке фотографии двоих детей. Узнав в этих детях Бобби и Кавиту, сына и дочь погибшей миллионерши Арти, он приходит к выводу, что Джоти и есть Арти.
Санджай приглашает Джоти к себе домой, желая покорить её богатством. Там, не стесняясь своей очаровательной гостьи, он грубо и жестоко обращается с детьми. Когда Санджай отлучается, Арти (Джоти) спешит обнять своих детей. Дети, давно забывшие любовь и ласку, проникаются доверием к «доброй тёте» и рассказывают ей страшное известие: они слышали, как Хиралал хвастался своему племяннику, что убил их дедушку. Более того, это слышал и преданный слуга — дядюшка Раму, много лет прослуживший в их доме верой и правдой. Узнав об этом, Санджай и Хиралал убили и его. Разгневанная Джоти приходит ночью к Хиралалу, который узнаёт в ней погибшую Арти, и Хиралал погибает при несчастном случае.
На следующий день она едет с Санджаем на ферму, ту самую, на которой он пытался убить её. Следом за ними едет и Нандини с единственной целью: открыть Джоти глаза на Санджая, рассказав ей о нём всю правду. Но Джоти сама всё рассказывает и Санджаю, и Нандини, раскрыв им, кем она является на самом деле. Мгновенно пылкая влюблённость Санджая превратилась в жгучую ненависть. Он пытается застрелить Арти из ружья, но Нандини прикрывает её своим телом, искупая своей смертью грех предательства.
Чуть не погибнув во второй раз, Арти (Джоти) все же добивается своего, свершив вожделенный обряд мести. После того как ей помог Джей Ди, приехавший на ферму, она сбрасывает Санджая в пропасть, кишащую крокодилами, и он погибает той же самой смертью, которой чуть не подверг её. В финальном кадре рыдающая как от счастья, так и от пережитых эмоций, Арти обнимает своих детей, которых привёз на ферму Джей Ди, предварительно рассказав им, что Джоти — это и есть их любимая мама Арти.

## В ролях
| Актёр            | Роль                                                                     |
| ---------------- | ------------------------------------------------------------------------ |
| Рекха            | Арти Саксена / Джоти, дочь господина Саксены                             |
| Кабир Беди       | Санджай Варма, бывший муж Арти, племянник Хиралала, возлюбленный Нандини |
| Сону Валия       | Нандини, бывшая подруга Арти и возлюбленная Санджая                      |
| Кадер Хан        | Хиралал, дядя Санджая                                                    |
| Саид Джаффри     | Саксена отец Арти                                                        |
| А. К. Хангал     | дядюшка Раму                                                             |
| Мангал Дхиллон   | адвокат Арти                                                             |
| Ракеш Рошан      | Викрам, первый муж Арти                                                  |
| Швета            | Кавита, дочь Арти                                                        |
| Гурав            | Бобби, сын Арти                                                          |
| Шатругхан Синха  | фотограф Джей Ди                                                         |
| Сулочана Латкар  | мать Джей Ди                                                             |
| Сулабха Дешпанде | Лила                                                                     |
| Том Олтер        | пластический хирург                                                      |
| П. Джайрадж      | рыбак, спасший Арти                                                      |
| Сатьяджит Пури   | немой конюх Балия                                                        |
| Викас Ананд      | управляющий фабрикой                                                     |

## Саундтрек
Все тексты написаны Индивар (англ.), вся музыка написана Раджеш Рошан (англ.).
| №                   | Название                                | Исполнители                 | Длительность |
| ------------------- | --------------------------------------- | --------------------------- | ------------ |
| 1.                  | «Hanste Hanste Kat Jaayen Raaste»       | Нитин Мукеш, Садхана Саргам | 5:37         |
| 2.                  | «Jeene Ke Bahaane Lakhon Hain»          | Аша Бхосле                  | 5:56         |
| 3.                  | «Hanste Hanste Kat Jaayen Raaste»       | Садхана Саргам, Сонали      | 5:41         |
| 4.                  | «Main Haseen Ghazab Ki»                 | Аша Бхосле, Садхана Саргам  | 7:03         |
| 5.                  | «Main Teri Hoon Jaanam»                 | Садхана Саргам              | 6:20         |
| 6.                  | «Hanste Hanste Kat Jaayen Raaste (Sad)» | Садхана Саргам              | 2:36         |
| Общая длительность: | Общая длительность:                     | Общая длительность:         | 33:13        |

## Награды
Filmfare Awards (1988)
- Лучшая женская роль — Рекха
- Лучшая женская роль второго плана — Сону Валия
- Лучший монтаж — Санджей Верма

Номинации Filmfare Awards
- Лучший фильм
- Лучший режиссёр — Ракеш Рошан
- Лучший композитор — Раджеш Рошан
- Лучший женский закадровый вокал — Садхана Саграм (за песню «Main Teri Hoon Jaanam»)